# مسجد غنج علي خان
مسجد غنج علي خان (بالفارسية: مسجد گنجعلی خان) هو مسجد تاريخي يعود إلى عصر الدولة الصفوية، ويقع في كرمان.